# Nordisk kombination vid olympiska vinterspelen 1984
Resultat från tävlingarna i nordisk kombination vid olympiska vinterspelen 1984 i Sarajevo, Bosnien och Hercegovina, Jugoslavien.

## Herrar
- 12 februari 1984

| Medalj | Deltagare                  | Poäng   |
| ------ | -------------------------- | ------- |
| Guld   | Tom Sandberg (NOR)         | 422.595 |
| Silver | Jouko Karjalainen (FIN)    | 416.900 |
| Brons  | Jukka Ylipulli (FIN)       | 410.825 |
| 4      | Rauno Miettinen (FIN)      | 402.970 |
| 5      | Thomas Müller (FRG)        | 401.995 |
| 6      | Alexander Prosvirnin (URS) | 400.185 |
| 7      | Uwe Dotzauer (GDR)         | 397.780 |
| 8      | Hermann Weinbuch (FRG)     | 397.380 |